# 大武幸夫
大武 幸夫（おおたけ ゆきお、1923年3月24日 - 1994年1月28日）は、日本の政治家。元福井市長。福井市名誉市民。

## 人物
福井県福井市出身。1946年、名古屋帝国大学医学部卒業後、福井市に勤務し、厚生部長、総務部長等を歴任。1974年、前市長死去に伴い行われた福井市長選挙で立候補し、初当選。以後連続5期20年に亘り市長を務めた。
在任中は、30万人都市実現を目標とし、都市開発、教育文化、国際交流等を推進し、福井市の発展に寄与。また、特に、治水・利水対策には、「百年の計」との思い入れがあって注力し、九頭竜川鳴鹿大堰の建設推進等に努力した。
在任中の1994年1月28日、肝不全のため死去。死去後、福井市名誉市民に列せられ、また、勲三等旭日中綬章を受章した。

## 経歴
- 1946年 名古屋帝国大学医学部卒業
- 1947年 福井市職員
- 1971年 福井市総務部長
- 1974年 福井市長
- 1994年 福井市名誉市民
- 1994年 勲三等旭日中綬章受章